# Ключевой (Свердловская область)
Ключево́й — посёлок в Свердловской области России, административно подчинённый городу Серову. Входит в Серовский муниципальный округ.
Ранее посёлок являлся административным центром Ключевого сельсовета Серовского района.

## Географическое положение
Посёлок Ключевой расположен в 11 километрах (по автодороге в 12 километрах) к западо-северо-западу от города Серова, на левом берегу реки Замарайки (левого притока реки Каквы). В окрестностях посёлка к северу и востоку проходит автотрасса Серов — Североуральск. В посёлке Ключевом имеется пруд.

## История
В 1962 году указом Президиума Верховного Совета РСФСР посёлок Замарайка переименован в Ключевой.

## Население
| 2002 | 2010 |
| ---- | ---- |
| 193  | ↘181 |

## Инфраструктура
В посёлке Ключевом действует фельдшерско-акушерский пункт. Посёлок электрифицирован. Централизованные инженерные сети не развиты. Водоснабжение осуществляется индивидуальными насосными установками, или используется колодезная вода. Имеется природный источник «Ключик». Для обогрева помещений применяется печное и электрическое отопление. 

## Образование
В посёлке Ключевом находится вспомогательная школа-интернат, построенная в 1967 году. Но после перестройки часть детей распустили, а другую часть перевели в другие интернаты. С тех пор стоит заброшенной. Дети, живущие посёлке, учатся преимущественно в школе № 23 и училищах в городе Серове. Малыши посещают ДОУ в пос. Вятчино.

## Производство и услуги
Население посёлка преимущественно занимается сельским хозяйством. Имеется лесопилка. Есть здание, в котором был магазин, с некоторых пор пустует. В летне-осенний период некоторые жители продают грибы или ягоды на автостраде.

## Транспорт и связь
Через Ключевой проходит автодорога, по которой следуют пригородные маршрутные такси и автобусы. Предоставляются услуги операторов мобильной связи. Проводной Интернет отсутствует. Единственный способ попасть в сеть — с мобильного телефона или через USB-модем таких операторов связи, как «Билайн» и «Мотив».

## Фотогалерея
- Все живут в избушках
- Печи топят даже в середине июня
- Фельдшерско-акушерский пункт
- Лесопилка